# 在コロンビア日本国大使館
在コロンビア日本国大使館（スペイン語: Embajada del Japón en Colombia / Embajada de Japón en Colombia、英語: Embassy of Japan in Colombia）は、コロンビアの首都ボゴタにある日本の大使館。

## 歴史
1908年5月25日、大日本帝国とコロンビアの外交関係が樹立された。
1934年7月、ボゴタに在コロンビア日本帝国公使館が開設され、初代公使には在イタリア日本帝国大使館参事官の岩手嘉雄が任命された。同年8月6日、神戸新聞が「公使館新設した両国の経済展望: コロンビアとアフガニスタン: 有望な新市場」と題する特集記事を発表した。
第二次世界大戦の影響により1941年には両国の外交関係が断絶。1942年4月には最後の帝国公使柳井恒夫がボゴタの帝国公使館を閉鎖し、同年8月に交換船で帰国した。
1954年5月28日、日本国とコロンビアの外交関係が再開。同年11月16日、在コロンビア日本国公使館としてボゴタの公使館が再開された。
1957年5月15日、公使館から昇格する形で在コロンビア日本国大使館が発足した。

## 所在地
| 日本語     | ボゴタ首都地区カレーラ7通り71-21番地 トレ・ベ11階 |
| スペイン語 | Carrera 7 Nº 71-21 Torre B Piso 11, Bogotá, D.C.  |